# Lou Castro
Luis Manuel Castro (Medellín, 25 de noviembre de 1876-Nueva York, 24 de septiembre de 1941) fue el primer jugador de béisbol nacido en América del Sur en jugar en la Liga mayor de béisbol en Estados Unidos, y el segundo de América Latina desde que el jugador cubano Esteban Bellán en 1873 en jugar béisbol profesional. 
Un segunda base y bateador derecho, Castro asistió al Manhattan College y jugó para el equipo de béisbol de Jaspers.

## Controversia sobre su lugar de nacimiento
Existe cierta controversia respecto a su lugar de nacimiento. Por lo general se creía que era venezolano, pero no hay registros oficiales que apoyen dicha teoría.
Por una parte en los registros del censo de 1930 de Estados Unidos, figura un Castro Luis, con profesión, "jugador de béisbol", hijo de Néstor Castro,  residente de Flushing, Nueva York, que manifiesta que su lugar de nacimiento es: Ciudad de Nueva York. Sin embargo en la lista de pasajeros del SS Colón, que llegó a Nueva York el 16 de octubre de 1885, proveniente del puerto de Colón, Estados Unidos de Colombia, el pasajero número 18 es Néstor Castro, de 50 años de edad, nacido en los Estados Unidos de Colombia, llegando a Estados Unidos como visitante. Y el pasajero  número 19 es Luis Castro, 8 años de edad, nacido en los Estados Unidos de Colombia.
Los datos más creíbles sobre Castro indican que su padre era Néstor Castro, como se indica en registros de la escuela y de su tarjeta censal y que ambos llegaron a Nueva York y entraron a los Estados Unidos en 1885. Su fecha de nacimiento, 25 de noviembre de 1876, coincide con su edad, tal como informó sobre la nave. Tanto Castro como su padre habrían nacido en Medellín, Colombia

## Carrera en la MLB

### Atléticos de Filadelfia
Jugó su primera y única temporada de Grandes Ligas con los Atléticos de Oakland en aquel entonces Atléticos de Filadelfia, equipo campeón de 1902. En su carrera de 42 juegos, registró un porcentaje de bateo 0.245, con un home run y 15 carreras impulsadas 35 Hit, 18 carreras, 8 dobles, una triple y dos robo de bases de 143 bateadas.

## Estadísticas de bateo en Grandes Ligas
Participó un año en Grandes Ligas con los siguientes números.
| Año   | Equipo                 | Liga | Juegos | VB  | C  | Hits | HR | CI | BA   | BR |
| ----- | ---------------------- | ---- | ------ | --- | -- | ---- | -- | -- | ---- | -- |
| 1902  | Philadelphia Athletics | AL   | 42     | 143 | 18 | 35   | 1  | 15 | .245 | 2  |
| TOTAL |                        |      | 42     | 143 | 18 | 35   | 1  | 15 | .245 | 2  |